# Tetramesa brevicollis
Tetramesa brevicollis är en stekelart som först beskrevs av Walker 1836.  Tetramesa brevicollis ingår i släktet Tetramesa och familjen kragglanssteklar. Arten är reproducerande i Sverige. Inga underarter finns listade i Catalogue of Life.